# Giovanni Ceirano
Giovanni Ceirano (* 1865 in Cuneo; † 30. März 1948 in La Cassa) war ein italienischer Automobilhersteller und Gründer verschiedener einheimischer Automobilfirmen.

## Biografie
Als zweiter Sohn neben Giovanni Battista, Matteo und Ernesto der Familie Ceirano lernte und arbeitete er zunächst in der Turiner Fahrrad- und späteren Automobilwerkstatt seines Bruders Giovanni Battista, die von 1898 bis zur Übernahme durch Fiat im Folgejahr als Ceirano Giovanni Battista & C. bekannt war und den Urtyp des ersten Fiat-Pkw konstruierte und fertigte. Wie die gesamte Belegschaft wechselte auch Giovanni mit zu Fiat. 1889 wurde er Vater von Giovanni, genannt „Ernesto“, der später sein Geschäftspartner wurde.
Nachdem 1903 sein jüngerer Bruder Matteo die erst 1901 gemeinsam mit dem ältesten Bruder Giovanni Battista gegründete Fratelli Ceirano & C. verlassen hatte, wurde Giovanni 1904 dort Teilhaber, weshalb die Firma, aus der später die Società Torinese Automobili Rapid (STAR) hervorging, in G. G. Fratelli Ceirano & C. umbenannt wurde. Er verließ aber kurz darauf wie auch schon Matteo die Firma wieder und gründete die eigene Ceirano Giovanni Junior & C., die
ab 1905 Fabbrica Junior Torinese Automobili hieß.
Die auch als La Junior geläufig Firma produzierte den einzylindrigen Ceirano 9 1/2 HP, den zweizylindrigen Ceirano 12/14 HP und den Ceirano 16/20 HP mit Vierzylindermotor. Am 26. Juli 1906 gründete er zusammen mit seinem Sohn „Ernesto“ dann die vor allem durch den Rennsport bekannt gewordene Turiner Società Ceirano Automobili Torino (S.C.A.T.). 1918 verließ der Firmengründer die S.C.A.T, um das Konkurrenzunternehmen Ceirano Giovanni Fabbrica Automobili S.A. zu gründen. Giovanni erwarb zuletzt aber die Aktienmehrheit an der S.C.A.T. und vereinigte die beiden Automobilfirmen, wodurch am 30. März 1925 das Ende der Fahrzeuge mit Ceirano-Kühleremblem besiegelt war. Danach wurden diese nur noch unter dem Namen S.C.A.T. hergestellt.
1945 zog sich Giovanni aus dem Automobilgeschäft zurück und verstarb drei Jahre darauf.